# 丹南 (沙巴)
丹南是马来西亚沙巴州内陆省的一个城镇。根据2010年的人口调查，丹南共有5,148人。

## 图库

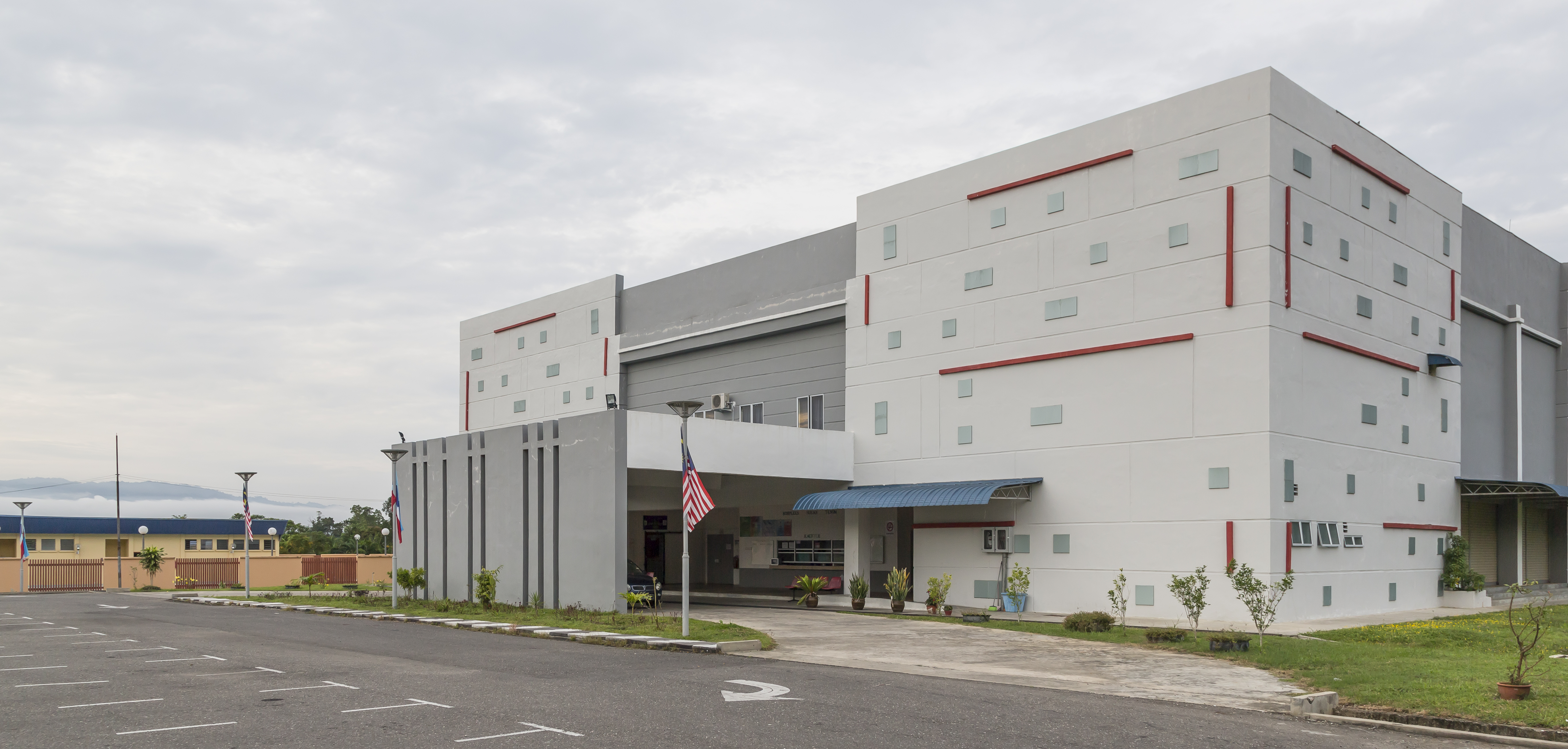
丹南综合体育馆